# Никогда, редко, иногда, всегда
«Никогда, редко, иногда, всегда» (англ. Never Rarely Sometimes Always) — драма американского режиссёра Элизы Хиттман 2020 года.

## Сюжет
Семнадцатилетняя Отэм подозревает, что она беременна, и отправляется в центр кризисной беременности. Там она проходит тестирование, которое подтверждает, что она в положении и находится на 10-й неделе. Хотя она сразу же хочет прервать беременность, ей дают литературу по усыновлению и показывают видео, направленное против абортов.
Понимая, что она не может сделать аборт в Пенсильвании без согласия родителей, она пытается самостоятельно справиться с проблемой, глотая таблетки и ударяя себя в живот. Когда эти методы не срабатывают, она сообщает своей кузине Скайлар, что беременна. После этого Скайлар крадёт деньги в продуктовом магазине, в котором работает, и они покупают билеты на автобус до Нью-Йорка. По дороге девушки встречают Джаспера, молодого человека, который интересуется Скайлар, хотя она всячески показывает ему, что он ей неинтересен.
В клинике Отэм узнаёт, что центр кризисной беременности в Пенсильвании соврал ей о том, какой у неё срок, и что на самом деле она на 18-й неделе. Тем не менее в клинике ей предлагают сделать аборт на следующий день.
Отем и Скайлар приходится провести тяжёлую ночь, катаясь на метро и играя в аркады. На следующее утро в клинике Отэм узнаёт, что в её случае аборт — двухдневная процедура и что оплата процедуры повлияет на её финансовое состояние. Консультант также задаёт ей ряд вопросов о её сексуальных связях, ответы на которые показывают, что партнёры Отэм подвергали её физическому и сексуальному насилию.
Оставшись без денег, Скайлар понимает, что они не могут вернуться домой. Поскольку Отэм просит Скайлар не звонить родителям, Скайлар обращается к Джасперу, который берёт их в боулинг и караоке. Под конец Скайлар просит Джаспера одолжить им деньги на билеты, на что он соглашается. Скайлар уходит с Джаспером, чтобы найти банкомат. Позже Отэм, заждавшись кузину, отправляется на поиски и находит их целующимися. Понимая, что Скайлар неприятна связь с Джаспером, Отем пытается поддержать её, чтобы успокоить.
На следующее утро Отэм идёт на приём и делает аборт. После удачно проведённой процедуры Отэм и Скайлар идут в ресторан, где Скайлар задаёт ей вопросы о процедуре. После этого они отправляются на автовокзал, с которого едут обратно в Пенсильванию.
Фильм заканчивается кадром, в котором главная героиня засыпает в автобусе.

## В ролях

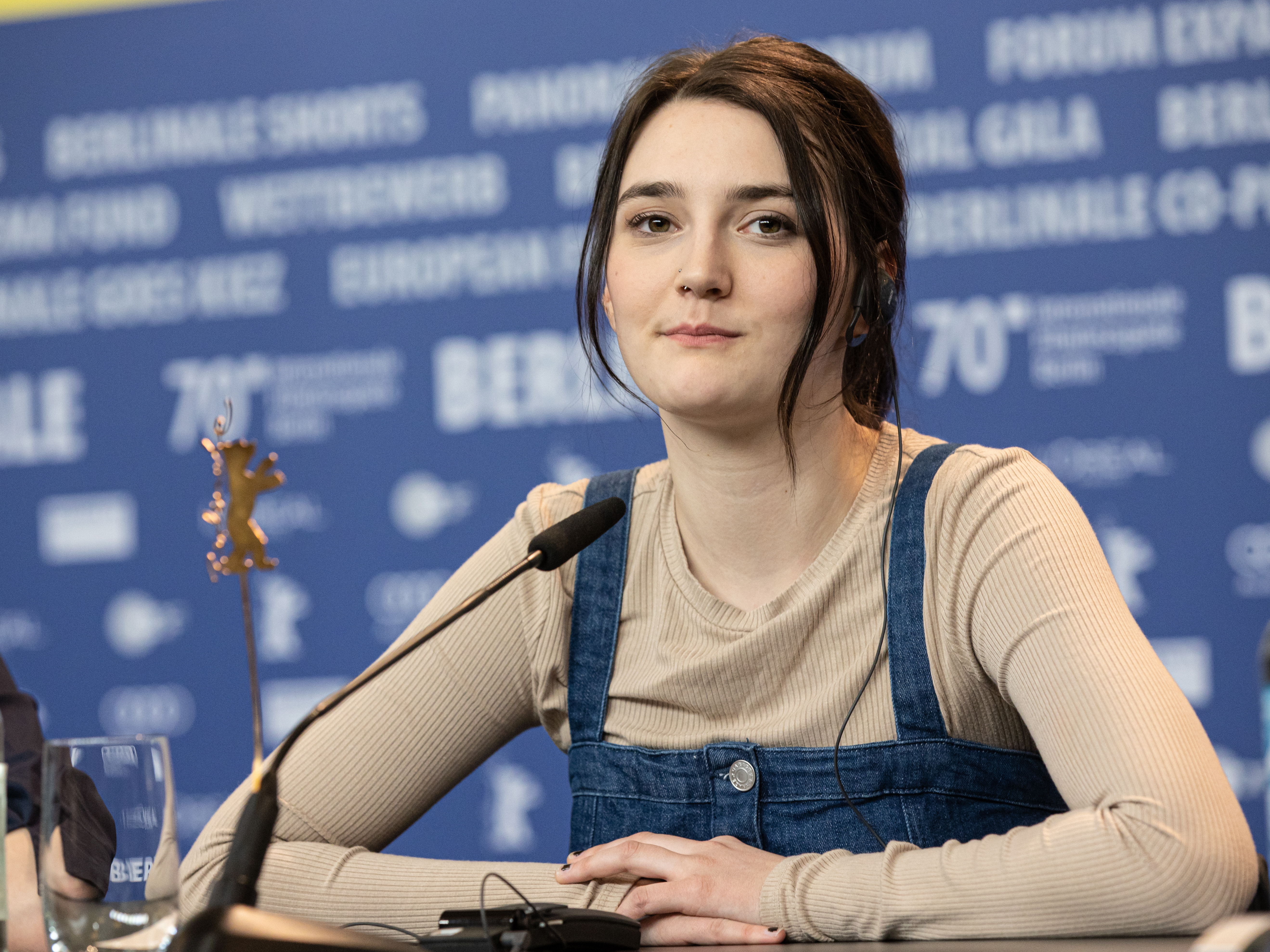
Сидни Фланиган, исполнительница главной роли

| Актёр           | Роль      |
| --------------- | --------- |
| Сидни Фланиган  | Отэм      |
| Талия Райдер    | Скайлар   |
| Теодор Пеллерен | Джаспер   |
| Райан Эгголд    | Тед       |
| Шэрон Ван Эттен | мать Отэм |

## Оценка
Фильм был принят большинством критиков положительно. Так, по данным агрегатора Rotten Tomatoes, «Никогда, редко, иногда, всегда» получил 99 % положительных отзывов на основе 176 рецензий с заключением «Мощно сыгранная и направленная в нужном русле, картина „Никогда, редко, иногда, всегда“ подтверждает статус Элизы Хиттман как режиссёра необычайной чувствительности и изящности».
По данным Metacritic, средняя оценка на основе 34 рецензий составляет 91/100.
Фильм был номинирован на главный приз Берлинале 2020 года — Золотой Медведь — и получил приз Серебряный Медведь (гран-при жюри). Кроме того, фильм получил специальный приз жюри «Неореализм» на кинофестивале «Сандэнс» 2020 года.